# 古利安
古利安（法語：Goulien，法語發音：[ɡuljɛ̃]）是法国菲尼斯泰尔省的一个市镇，属于坎佩尔区。

## 地理
古利安（48°3'24"N, 4°35'33"W）面积12.77 平方千米，位于法国布列塔尼大區菲尼斯泰尔省，该省份为法国最西部的省份，位于布列塔尼半岛西部，北西南三面环大西洋，东临阿摩尔滨海省和莫尔比昂省。
与古利安接壤的市镇（或旧市镇、城区）包括：伯泽克卡普锡赞、克莱当卡普锡赞、普里姆兰、欧迪耶讷。

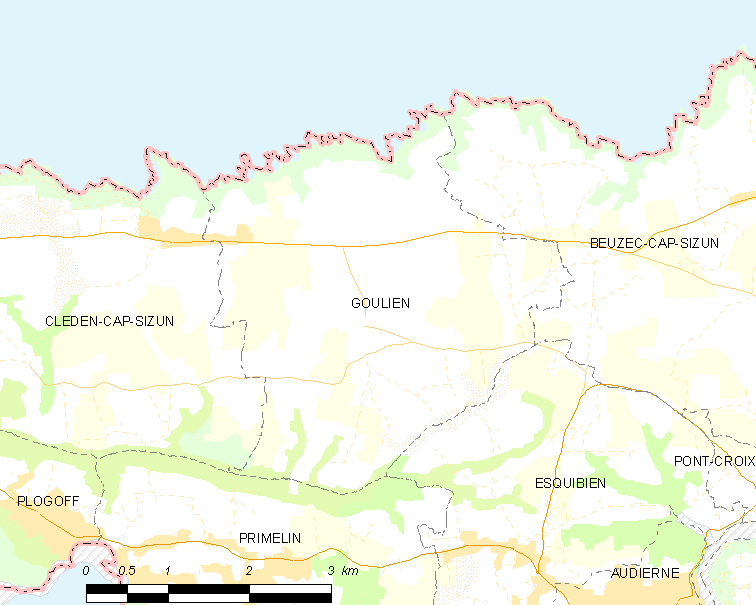
古利安的OSM定位图

古利安的时区为UTC+01:00、UTC+02:00（夏令时）。

## 行政
古利安的邮政编码为29770，INSEE市镇编码为29063。

## 政治
古利安所属的省级选区为杜瓦讷内县。

## 人口

1962-2008年间古利安人口变化图示

古利安于2022年1月1日时的人口数量为440人。